# Amoxapina
Amoxapina  es un antidepresivo tetracíclico de la clase de las dibenzoxazepinas, usado para el tratamiento de la depresión. Es un derivado N-desmetilado del agente antipsicótico loxapina, que trabaja bloqueando la recaptación de norepinefrina y la serotonina y bloquea los receptores de dopamina. La amoxapina se comporta como antagonista de los neurotransmisores acetilcolina, histamina, noradrenalina y dopamina, e inhibe el consumo de oxígeno de cortes homogeneizados y mitocondrias de cerebro hígado y riñón de rata in vitro y desacopla la fosforilizacion exidativa mitocondrial. Se designa químicamente como 2-cloro-11-(1-piperazinil)dibenz[ b,f ][1,4]oxazepina.

## Indicaciones
Es un  medicamento antidepresivo usado en el tratamiento de los trastornos del estado de ánimo. Está indicada para el alivio de los síntomas de depresión en pacientes con trastornos depresivos neuróticos o reactivos y depresiones endógenas y psicóticas. Su presentación es en tabletas que se toman vía oral con agua. Puede presentar sus primeros efectos en un período entre dos y seis semanas luego de la primera toma.  Está contraindicado en menores de 18 años y embarazadas y debe usarse con precaución. Puede producir hiperprolactinemia y galactorrea, orgasmos dolorosos. Los pacientes deben ser monitoreados para detectar empeoramiento clínico, tendencias suicidas o cambios inusuales en el comportamiento.

## Contraindicaciones
Sus efectos secundarios podrían ser náuseas, somnolencia, cansancio, pesadillas, sequedad de boca, sensibilidad de la piel a la luz solar, cambios en el apetito, cambios en el peso, constipación, dificultad para orinar u orinar con mayor frecuencia, tensión muscular, confusión, ritmo cardíaco más rápido que lo normal o irregular, lentitud o dificultad para hablar, caminar arrastrando los pies, temblor o movimientos incontrolables, fiebre o erupciones en la piel, visión borrosa o transpiración excesiva. Está contraindicada en pacientes que han mostrado hipersensibilidad  a los compuestos de dibenzoxazepina. No debe administrarse concomitantemente con inhibidores de la monoaminooxidas.